# Joan Roca Pinet

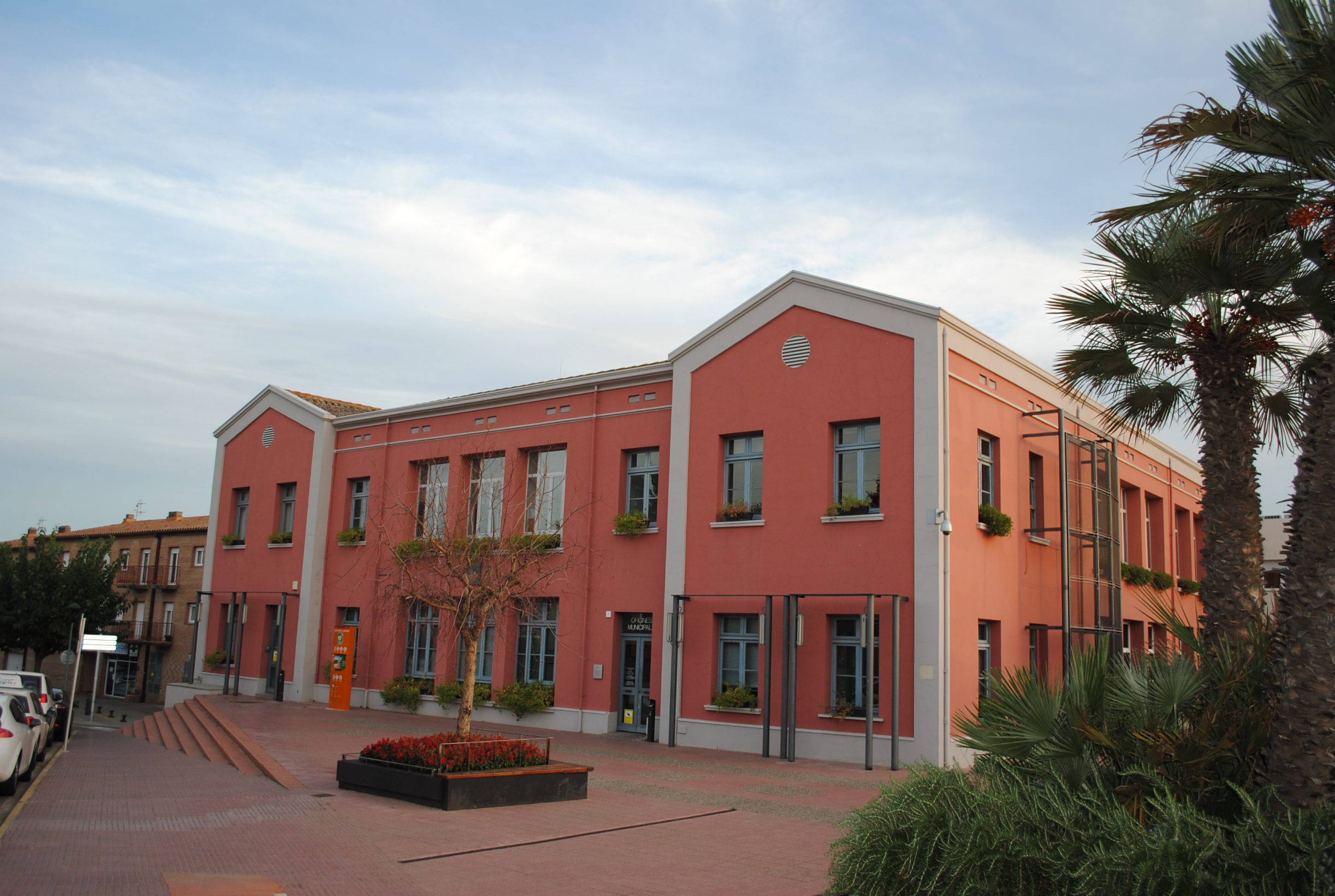
Colegio de Calonge (1937-1939), actualmente Ayuntamiento

Joan Roca Pinet (Gerona, 19 de agosto de 1885-ibidem, 16 de enero de 1973) fue un arquitecto, interiorista y diseñador de muebles español.

## Biografía
Nació en Gerona en 1885, hijo de Enric Roca Nogués y Dolors Pinet Escarpenter. Estudió en la Escuela Técnica Superior de Arquitectura de Barcelona, donde se tituló en 1910. Entre 1913 y 1918 fue arquitecto municipal de Olot y, desde 1918, arquitecto de Hacienda en la provincia de Gerona.
Pasó por el modernismo (casa Norat, 1912, Gerona; casa Dalmau, 1917, Gerona) y el novecentismo (casa Masllorens, 1927, Olot; casa Barceló, 1929, Gerona) hasta desembocar en el racionalismo, estilo en el que construyó la casa Puig (1934) y la casa Carbó (1935-1936), en Gerona. En 1933 proyectó también la reforma del campo de fútbol de Vista Alegre. También construyó grupos escolares en Ventalló (1934), Cassá de la Selva (1935-1939, actualmente CEIP Puig d'Arques) y Calonge (1937-1939, actualmente Ayuntamiento de Calonge).
En Olot fue artífice del Ensanche Malagrida, una iniciativa del indiano Manuel Malagrida que preveía una ciudad-jardín con zonas verdes y chalets aislados, en dos grandes círculos radiocéntricos que simbolizarían España y América, con un nexo de unión en el puente de Colom. El proyecto se inició en 1916, fecha en que se hizo la primera fase, dedicada a España; la segunda, que desarrolló en 1926 Josep Esteve Corredor, no se llegó a construir.
Otras obras suyas son: el grupo escolar de Las Planas (1911-1912), las centrales eléctricas del Ter en Bescanó (1908-1916), la Fábrica Descals en Olot (1917), la Central Eléctrica Berenguer en Gerona (1922-1924), la Editorial Dalmau Carles Pla en Gerona (1927-1934) y la Fábrica Subiràs-Can Joanetes en Olot (1927-1929).
Entre 1932 y 1936 fue delegado en la provincia de Gerona del Colegio de Arquitectos de Cataluña. En 1937 sustituyó a Ricard Giralt como delegado en Gerona del Sindicato de Arquitectos de Cataluña —la asociación que sustituyó al Colegio durante la Guerra Civil—, cargo desde el que planificó varios grupos de vivienda obrera.
Militante de Esquerra Republicana de Catalunya, tras la guerra fue condenado a «extrañamiento», es decir, abandonar su ciudad e instalarse durante cuatro años a 1000 km de la misma. En 1942 fue inhabilitado por cinco años para cargos públicos y directivos, en el seno de una depuración de arquitectos vinculados a la República realizada por el Colegio de Arquitectos de Cataluña.
Ese año se instaló en Sanlúcar de Barrameda (Cádiz), donde realizó algunas obras, como dos proyectos de Escuelas Nacionales (1942), la Lonja de la Cofradía de Pescadores (1944) y la reforma del Hotel Llover para convertirlo en hotel municipal (1944).
En 1946 pudo volver a Gerona y, entre los años 1950 y 1960, construyó varias casas en Gerona, Anglès, Cassà de la Selva, la Cellera de Ter, Caldes de Malavella y otras localidades, así como varios chalets de veraneo en Playa de Aro.